# Aeolothrips intermedius
Aeolothrips intermedius är en insektsart som beskrevs av Bagnall 1934. Aeolothrips intermedius ingår i släktet Aeolothrips och familjen rovtripsar. Arten är reproducerande i Sverige. Inga underarter finns listade i Catalogue of Life.